# Просто уяви!
«Просто уяви!» (англ. Imagine) — комедійна драма режисера, продюсера і сценариста Анджея Якімовскі, що вийшла 2014 року. У головних ролях Едвард Гоґґ, Олександра Марія Лара, Девід Атракчі.
Прем'єра фільму відбулася 13 жовтня 2012 року у Польщі на Варшавському міжнародному кінофестивалі, а в Україні — 6 червня 2013 року.

## Сюжет
Сліпий Ян (Едвард Хогг) перебуває в спеціалізовану приватну клініку для сліпих в Лісабон з метою навчання її пацієнтів орієнтуванню в просторі. Він хоче вийти за рамки традиційних методів навчання і допомогти пацієнтам досліджувати їх оточення, не відчуваючи себе вразливими або наляканими. Яну вдається швидко завоювати їх довіру, що спонукає його до ризикованіших завдань із адаптації пацієнтів до навколишнього світу. Незабаром постає питання: наскільки реальний світ, образ якого їм вселяє Ян і наскільки він чесний з ними.

## У ролях
| Актор                 | Персонаж            | Роль          |
| --------------------- | ------------------- | ------------- |
| Едвард Гоґґ           | Ян (англ. Ian)      | сліпий        |
| Олександра Марія Лара | Єва (англ. Eva)     | сліпа дівчина |
| Девід Атракчі         | мандрівник          |               |
| Тереза Мадруґа        | Марія (англ. Maria) | монахиня      |
| Луїш Лукас            |                     | хірург        |

## Знімальна група
- Режисер — Анджей Якімовській
- Сценарист — Анджей Якімовський
- Продюсер — Франсуа д'Артемар, Анджей Якімовський, Володимир Кох
- Композитор — Томаш Гансовскій

## Критика
Фільм отримав позитивні відгуки: Filmweb дав оцінку 7,6/10 з 13,407 голосів Internet Movie Database — 7,4/10 (741 голос).